# دانیل لرنر

## گرایش های اصلی ارتباطات و رسانه
درباره ارتباطات و رسانه دو گرایش وجود دارد:سلطه بخشی و توسعه بخشی
موضوع این است که ایا ارتباطات و رسانه ها آسان کننده توسعه هستند یا به عنوان یک ابزار اساسی، در خدمت کشورهای توسعه یافته اند به منظور مصرفی شدن کشور های کم تر توسعه یافته؟
سوال مهم این است که ارتباطات توسعه بخش است یا سلطه بخش
ارتباطات توسعه بخش(خوشبینانه)
اندیشمندان دهه های 50 و 60 میلادی، نگاهی خوشبینانه به تاثیر رسانه ها داشتند و حتی معتقد بودند که با توسعه رسانه ها، توسعه اقتصادی هم رونق خواهد گرفت.
بنابراین یک دیدگاه کلی شکل می گیرد که: گسترش وسایل ارتباطات جمعی، باعث توسعه اجتماعی می شود و توسعه اجتماعی هم، موجب توسعه اقتصادی می شود.
دانیل لرنر، ویلبر شرام و اورت راجرز، از جمله کسانی بودند که پیرو نظریات خوشبینانه هستند.
الگوی این افراد به عنوان الگوی علت_معلولی، خطی و یا حاکم یاد می شود.
ارتباطات سلطه بخش(بدبینانه)
این افراد معتقدند که جریان یک سویه وسایل ارتباط جمعی، موجب سلطه امپریالیسم خبری شده است. این امپریالیسم، ابعاد دیگر پیام را گسترش داده و به سلطه ارتباطی تبدیل شده است.
و نیز، سلطه ارتباطات هم، سلطه فرهنگی را به دنبال خود داشته است.
افرادی که با این جریان همسو هستند، از اصحاب مکتب فرانکفورت، (هربرت شیلر) و (هاملینگ) هستند.

## دانیل لرنر
دانیل لرنر، جامعه شناس و نظریه پرداز امریکایی است، او کتاب خود به اسم "گذر از جوامع سنتی با نوسازی خاورمیانه" را در سال 1958 منتشر کرد و در این اثرش، این نکته را مدنظر داشت که رسانه هارا به عنوان یک نیروی محرک قوی در توسعه و در انتقال جوامع سنتی جهان سوم به جوامع صنعتی و پیشرفته، معرفی کند.
از دانیل لرنر، می توان به عنوان چهره بسیار مهمی برای بررسی نقش ارتباطات در توسعه نام برد.

### کتاب "گذر از جوامع سنتی با نوسازی خاورمیانه"
در حقیقت شروع کننده بررسی های ارتباطی توسعه، کتاب گذر از جامعه سنتی دانیل لرنر است.
و ممکن است دیگر هرگز کتابی مانند این اثر در این زمینه منتشر نشود.
اهمیت این اثر به دو دلیل است:
دلیل اول:نظریه بیان شده در این کتاب، همچنان جزو جامع ترین نظریه های ارتباطی توسعه است.
دلیل دوم:می توان گفت تقریبا بر همه کسانی که بعد از دانیل لرنر در این زمینه مشغول شده اند،تاثیر گذاشته و پیش فرض های زیادی از آنان را تشکیل داده است.
نگارش کتاب در دو مرحله اتفاق افتاده است و لرنر در هردو حضور داشته.
در طی سال های 1950_1951، گروهی از "دفترتحقیقات اجتماعی در امریکا" گروهی برای بررسی، اعزام شدند.
این بررسی در شش کشور ترکیه، لبنان، اردن، مصر، سوریه و ایران انجام شد.
ایران، جایگزین کشور عراق بوده زیرا در این کشور،امکان انجام پژوهش وجود نداشت.
مصاحبه در این کشورها توسط محققان بومی شان انجام می شد که در اکثر موارد از بین معلمان و دانشجویان بود که تحت نظر سرپرست امریکایی خود به پروژه مشغول می شدند.
پرسش های این پژوهش، عبارت بودند از:چگونگی استفاده از وسایل ارتباط جمعی، به ویژه(سینما، رادیو و مطبوعات) ونظرات مردم و دیگران درخصوص این موارد.
درسال 1954، {لرنر} ماموریت یافت که این داده ها را تحلیل کند و گزارش کلی را ارائه دهد.

## مهم ترین عناصر
لرنر معتقد است،یک سری عناصر وجود دارند که انسان هارا اماده می کنند( از نظر روانی و ذهنی) برای نو شدن و پذیرش تجدد.
مهم ترین عناصر، عبارتند از:
- شهرنشینی
- سوادآموزی
- ارتقای سطح تحصیلات
- گسترش رسانه های گروهی و مشارکت.

درحقیقت، این نظریه مبتنی بر تجربه هایی است که کشورهای غربی در گذشته کسب کرده اند و از جوامع سنتی تبدیل به جوامع پیشرفته و صنعتی شده اند.
لرنر همچنین، معتقد است که این فرایند نوسازی، فقط اختصاص به غرب ندارد و اصطلاحا مکان و زمان نمی شناسد، بلکه صرفا بر اساس تصادف است، که ابتدا در غرب آن را مشاهده کردیم.
نمونه های اخیرنوسازی در شوروی و ژاپن که از نظر جغرافیایی با غرب فاصله دارند، تکرار شده.
در واقع، این نکته پررنگ می شود که الگوی یکسانی برای تمام جوامع رو به نوسازی وجود دارد، فارغ از تفاوت های نژادی و مذهبی و .......
همانطور که پیش تر گفته شد، عناصر الگوی توسعه ای لرنر، چهار مرحله دارد که شامل: شهرنشینی، سواد، کاربرد رسانه های همگانی و مشارکت است و مبدا اندیشه وی در حقیقت، تاریخ گذشته اروپا می باشد.

## مراحل نوسازی اروپا در نظر لرنر
1. عصر اکتشاف
2. رنسانس
3. اصلاح مذهبی
4. جنبش ضد اصلاح
5. انقلاب صنعتی

## تحولات خاورمیانه لرنر
1:گرایش به اروپا: درحقیقت، این مرحله قشرهای بالای جامعه را در بر می گرفت و دگرگونی نوع زندگی این افراد را شامل می شد.این جریان در وسایل خبری ممتاز انعکاس می یافت.
2:تجدد: جمعیت بیشتری را در بر می گرفت و نیز از طریق وسایل ارتباط جمعی منتشر می شد.
به گفته لرنر، مشکل خاورمیانه، مسئله نوسازی است.
توضیحات تکمیلی روند نوسازی
به گمان لرنر، این روند در تمامی جهان به صورت یکسان است. باید گفت این الگوی غربی نوسازی، با افزایش شهر نشینی شروع شده و همین موضوع، باعث افزایش سواد و به دنبال آن، افزایش کاربرد رسانه ها و سپس منجر به مشارکت اقتصادی و سیاسی بیشتر و تعداد بیشتر رای دهندگان شده است.
ارتباطات جمعی، عامل مهمی است برای تحرک جوامع سنتی و تغییر انسان ها به صورت متجدد.

## تعریف مراحل لرنر برای گذرکردن از جامعه سنتی در خاورمیانه
- شهرنشینی(تحرک اجتماعی):نسبت افرادی است که درشهرهایی با جمعیت 50000نفر یا بیشتر زندگی می کنند.در حقیقت هر جامعه ای برای نوسازی باید به مقدار مشخصی از جمعیت دست یابد. این نوع افزایش جامعه، موجب ارتقای سطح آموزش و پرورش می شود و زمینه را برای مرحله دوم توسعه فراهم می کند.

- سواد:نسبت افرادی که توانایی خواندن یک زبان را دارند.

در زندگی شهری، موضوع مهاجرت افراد، باعث تحولاتی در زمینه شغل های جدید و مناسبات اجتماعی می گردد و درواقع، نیازبه افزودن علم ودانش را دراین شهرها ایجاد می کند.
- کاربرد رسانه ها:نسبت خریداران روزنامه، صاحبان رادیو و تماشاگران سینما، که هرسه به وسیله یک شاخص مشترک، باهم ترکیب می شوند.هنگامی که سطح دانش مردم بالا می رود، فضای استفاده از رسانه هارا هم بیشتر می کند و مبحث همدلی را که به معنی همانندجویی و به کارگرفتن شیوه زیست جوامع غربی است را نیز، ایجاد می کند.
- مشارکت سیاسی: نسبت رای دهندگان واقعی و حقیقی در انتخابات که در کل کشور صورت می گیرد.زمانی که انسان ها از رسانه ها بهره می گیرند، شناخت و آگاهی شان نسبت به جامعه و مسائل سیاسی افزایش می یابد و باعث می شود که سرنوشت سیاسی خود، دخالت و نقش موثری را ایفا کنندو  مطابق با چیزی که بیان شد، نقطه شروع فرایند نوسازی در نظر لرنر، "شهرنشینی" است. زیرا شهرها امادگی لازم برای تکوین اقتصاد صنعتی نوین و رشد سواد و کاربرد رسانه هارا دارند.

لرنر، توجه بسیاری به رسانه ها وتاثیر آن ها در بهبود یافتن کیفیت زندگی انسان ها داشت و به طبع، توجه شایانی به  تاثیرات محدود پیام ورسانه نداشت.
در پژوهش هایی که توسط لرنر و شرام و تعداد دیگری از اعضا، انجام می شدند، به نقش قدرتمند رسانه های جمعی در نوسازی اشاره می کردند؛ مبتنی بر این موضوع، رسانه های جمعی، به مثابه وسایل نقلیه ای هستند که ایده ها و مدل های جدید و تازه را از جهان غرب به کشورهای جهان سوم انتقال می دادند. تغییرات اجتماعی که می توانند به سرعت متوجه افراد درون جامعه رو به توسعه شوند، به وسیله تثبیت و جای گیری "جونوسازی" امکان پذیراست.
نکته قابل تامل در این موضوع، پذیرفتن این بود که رسانه های جمعی می توانند بر افراد تاثیر مستقیم گذارند.

## خویشتن به جای دیگری بینی
یکی از فرضیه های اساسی لرنر، این است که قابلیت انسان در مسئله خودرا به جای دیگری قرار دادن(به لحاظ روانی)، متعلق به افرادی در جوامع صنعتی است که مشارکت انسان ها درآن به صورت برجسته وجود دارد واین موضوع در جوامع غیر صنعتی کم تر این اتفاق می افتد.
نظر لرنر درباره شخصیت افراد جوامع با توجه به میزان همدلی شان: 
- شخصیت فاقد برخورداری از سواد و وسایل ارتباط جمعی
- شخصیت انتقالی که بسیار مهم است
- شخصیت جدید در جوامع غربی

شخصیت انتقالی چشم اندازی به اینده دارد و دارای میزان مشخص و خاصی از همدردی است، ظهور و نمود این شخصیت در کشورهای جهان سوم، عامل اصلی توسعه به شمار می رود درواقع مفهوم شخصیت انتقالی به وسیله دانیل لرنر به منظور شناختن مکانیسم توسعه به وجود امد.لرنر بررسی کرد که شخصیت انتقالی در هر کشوری با عناصر مختلفی فرصت بروز و ظهور می یابد؛ زیرا امکانات همدردی در هر جا شکل خاص خود را، متناسب با چارچوب فرهنگ ملی، به وجود اورده. پس نتیجه می گیریم که رابطه ای میان شرایط اجتماعی، پیچیدگی فرهنگی و میزان شخصیت انتقالی وجود دارد.

## جمع بندی
ویژگی و خصوصیات جوامعی که نوسازی درآن ها صورت نگرفته عبارتند از:
1- پایین بودن درجه تخصص گرایی
2- بالا بودن درجه خوداتکایی
3- اصول فرهنگی که برپایه سنت است
4- اولویت بودن قواعد خانوادگی
5-پایین بودن درجه انفکاک بندی زندگی
دانیل لرنر بعد از بررسی مباحث خود، نتیجه خود را اینگونه ارائه می دهد:
ترکیه: از شاخص های روانی مایل به کامیابی و پیروزی برخوردار است و از نظر نوگرایی، اینده خوبی در پیش دارد.
لبنان: از آن دسته کشورهایی است که تعدد قوم در آن زیاد است و چندین قوم در کنار هم زندگی می کنند؛ بنابراین می توان گفت تبدیل به متحول ترین کشورها خواهد شد.
اردن: این کشور از فرهنگ قومی سنتی برخوردار است، که درواقع جلوگیرنده و بازدارنده مهمی در برابر توسعه است.
مصر: داراي دیرینه امپراتوری باستان که در حقیقت، به  پان عربیسم(ملی گرایی عرب) هم، دچار شدند و نمیتوانند با این ملیت به نوسازی دست یابند.
سوریه: به خاطرتلفیق فرهنگ سورانی و اعراب مهاجر شرایط توسعه را ندارد و چشم انداز آینده آن، واضح و روشن نیست.
ایران: به گذشته خود افتخار می کند اما تلالو و پرتویی از ان گذشته را، شاهد نیستیم، به لحاظ سواد، فاصله و تفاوت میان مردم و نخبگانش، زیاد است و در رابطه با توسعه، با مردم روراست نیستند.